# 关雪婷
关雪婷（1992年12月4日—），中国花样滑冰运动员，出生于辽宁省沈阳市，是沈阳体育学院的大学生，合作伴侣是王蒙。

## 成绩
| 比赛                                          | 2006-07 | 2007-08 | 2008-09 | 2009-10 | 2010-11 | 2011-12 |
| --------------------------------------------- | ------- | ------- | ------- | ------- | ------- | ------- |
| 四大洲花样滑冰锦标赛                          |         |         |         | 9th     | 8th     |         |
| 世界花样滑冰锦标赛                            |         | 19th    | 14th    |         |         |         |
| 全国花样滑冰锦标赛                            | 5th     | 2nd     | 4th     | 3rd     | 4th     | 4th     |
| 国际滑冰联盟花样滑冰大奖赛中国站              |         |         |         |         | 9th     |         |
| 世界大学生运动会                              |         |         |         |         | 11th    |         |
| 2009-2010国际滑联青少年花样滑冰大奖赛德国站   |         |         |         | 10th    |         |         |
| 2009–2010国际滑联青少年花样滑冰大奖赛白俄斯站 |         |         |         | 8th     |         |         |
| 2008–2009国际滑联青少年花样滑冰大奖赛法国站   |         |         | 12th    |         |         |         |

## 失踪事件
2011年6月16日上午11点左右，国家队花滑队员张悦突然在其个人微博上发表了一条寻人启事。微博称年仅22岁的女子花滑队员关雪婷在沈阳失踪，家属已经报案。但就在当天下午，世界冠军庞清、佟健更新了自己的微博，表示已经联系上了关雪婷，并确定她没有危险。对此，当时还有不少网友对此不理解，认为是在炒作。
关雪婷2011年6月17日前晚10点更新微博，她表示自己曾遭绑架。而成都商报记者随后也致电关雪婷，证实了这一消息，并透露，自己在此过程中损失了3000多元，另外还曾被殴打，被扇了几个耳光。
关雪婷表示自己随身携带的钱包和物品被洗劫一空后，她被面包车劫持到郊外某处。后来她终于摸索着走到了一条公路上，并发现了附近的一个部队营地，才最终得救。据悉，关雪婷2011年6月18日凌晨1点过才回到家，当天上午还去了公安机关做笔录，正在积极配合警方调查，“我希望他们能早日抓住这两个嫌疑人，以免再危害到其他人。”关雪婷说。